# Employee Free Choice Act
Employee Free Choice Act est le nom de plusieurs propositions de loi concernant le droit du travail aux États-Unis (H.R.3619, H.R.1696, H.R.800, H.R.1409, H.R.5000, S.1925, S.842, S.1041, S.560).